# Laura de Force Gordon
Laura de Force Gordon (Pensilvânia, 17 de agosto de 1838 — Califórnia, 5 de abril de 1907) foi uma advogada, editora, sufragista e escritora norte-americana.